# Bracon omiodivorus
Bracon omiodivorus är en stekelart som först beskrevs av Terry 1907.  Bracon omiodivorus ingår i släktet Bracon och familjen bracksteklar. Inga underarter finns listade.